# Daniel Krencker

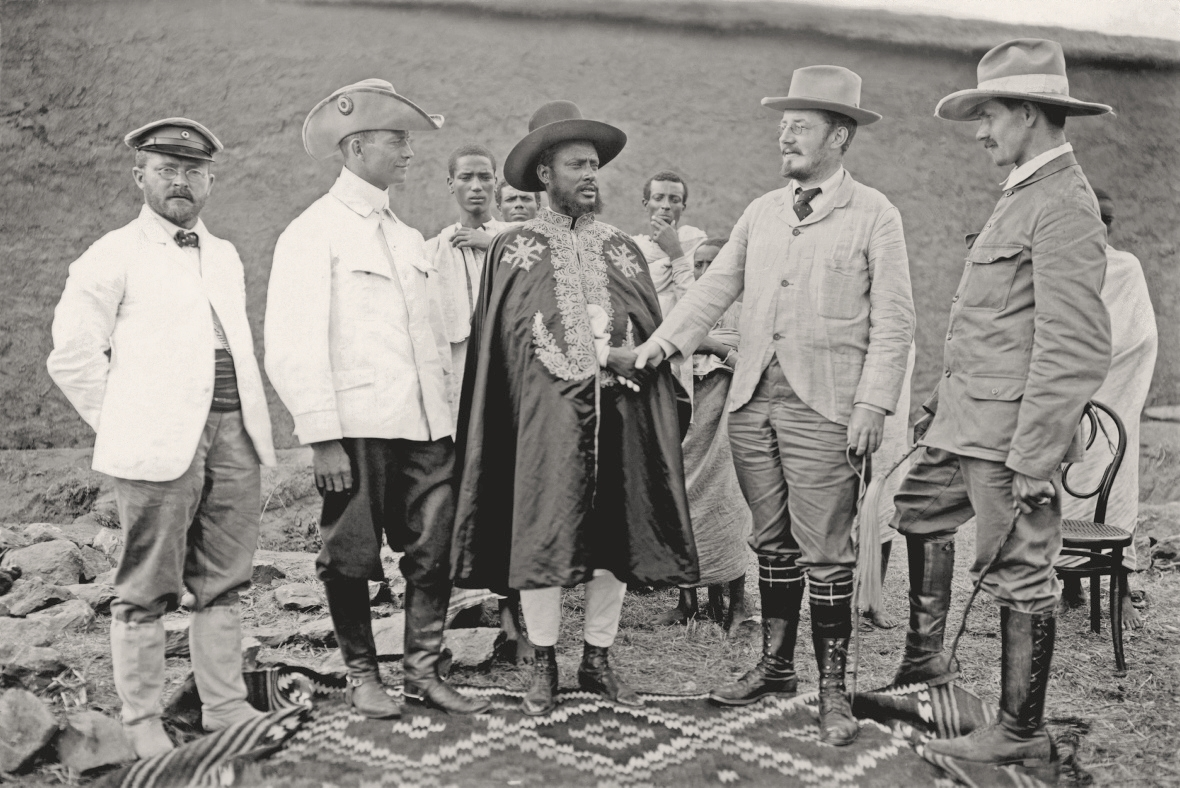
Daniel Krencker in Aksum (1.v.r.) mit weiteren Teilnehmern der Deutschen Aksum-Expedition und Gouverneur Gebre Selassie, Februar 1906

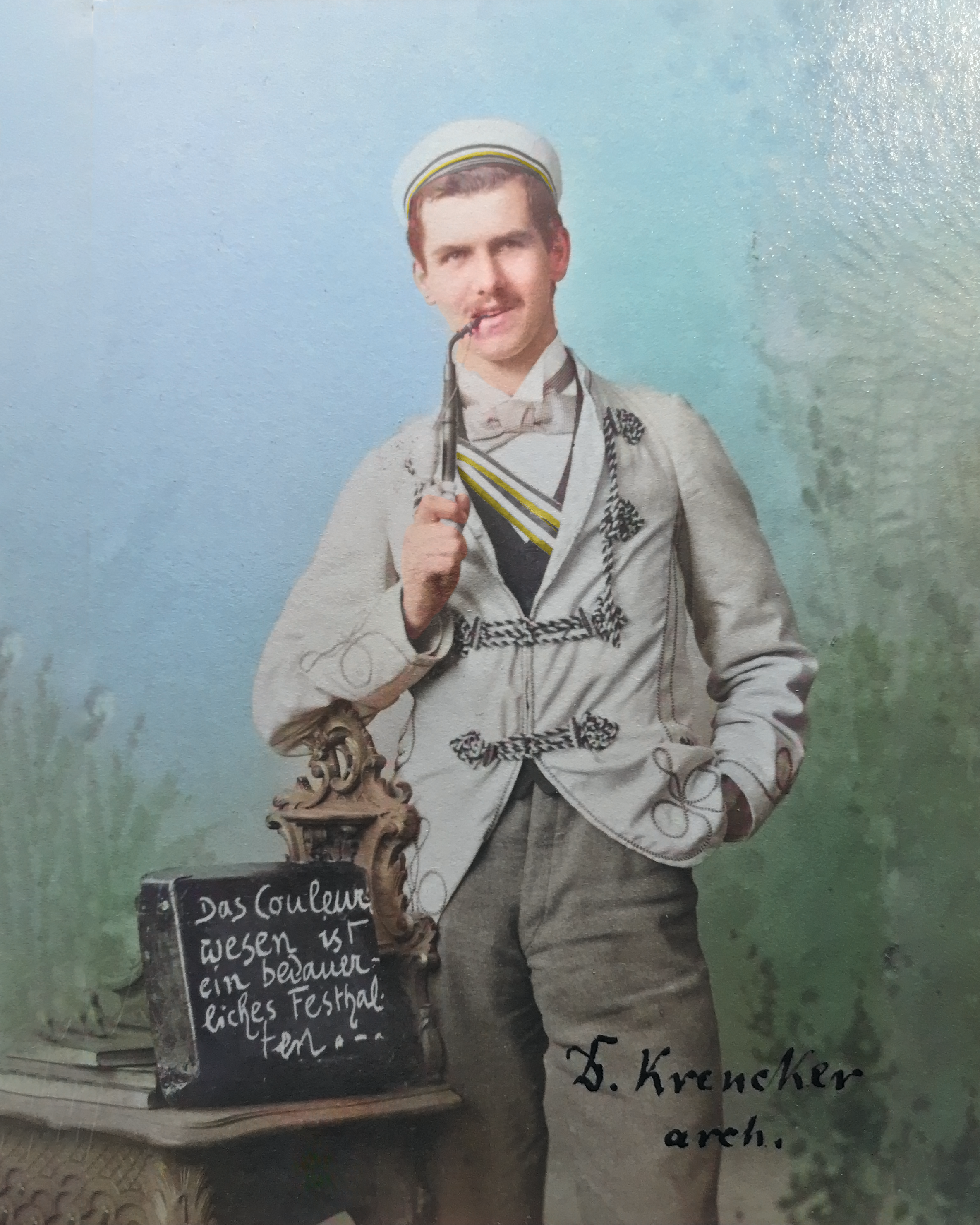
Daniel Krencker als Berliner Wingolfit, 1894

Daniel Krencker (* 15. Juli 1874 in Andolsheim; † 10. November 1941 in Berlin) war ein aus dem Elsass stammender deutscher Bauforscher.

## Leben
Der Sohn eines Pfarrers studierte zunächst an der Universität Straßburg Naturwissenschaften und Mathematik, anschließend von 1894 bis 1898 Architektur an der Technischen Hochschule Charlottenburg. Krencker wurde als Student Mitglied der Wingolfsverbindung Argentina Straßburg, des Berliner Wingolf und des Charlottenburger Wingolf. Nach Tätigkeit im Staatsdienst nahm er als Bauforscher an einer Expedition in den Vorderen Orient teil, die von 1900 bis 1904 unter anderem Baalbek und Palmyra erforschte. Weitere Forschungsreisen führten Krencker in den folgenden Jahren nach Aksum in Äthiopien und nach Anatolien (Ḫattuša). Nachdem er für einige Jahre Leiter des Hochbauamtes in Quedlinburg gewesen war, leitete Krencker von 1912 bis 1922, unterbrochen durch den Kriegsdienst 1914 bis 1918, die Ausgrabungen der Kaiserthermen in Trier, die man vor seinen Forschungen für einen Palastbau gehalten hatte. Im August 1922 wurde Krencker Professor für Baugeschichte an die Technische Hochschule Berlin.
Krencker beschäftigte sich vor allem mit der römischen und spätantiken Baugeschichte.
Zu seinen bedeutendsten Forschungsgebieten gehörten die antiken Tempel des Vorderen Orients, etwa der Tempel der Roma und des Augustus in Ankara und der Zeustempel in Aizanoi, sowie die römischen Thermen, die er als erster systematisch untersuchte.
1910 wurde Krencker korrespondierendes, 1922 ordentliches Mitglied des Deutschen Archäologischen Instituts. Ab 1931 war er Vorsitzender des wissenschaftlichen „Instituts der Elsaß-Lothringer im Reich“, ELI, an der Universität Frankfurt am Main, bis 1941. In der Zeit des Nationalsozialismus begrüßte er, dass Hitler, „Förderer der bildenden Künste [...] wie kein anderer“, die deutsche Kunst in Lothringen und Elsaß wieder zum Blühen bringen werde.
Daniel Krencker starb 1941 im Alter von 67 Jahren in Berlin. Sein Grab auf dem Friedhof Heerstraße in Berlin-Westend ist nicht erhalten.

## Schriften (Auswahl)

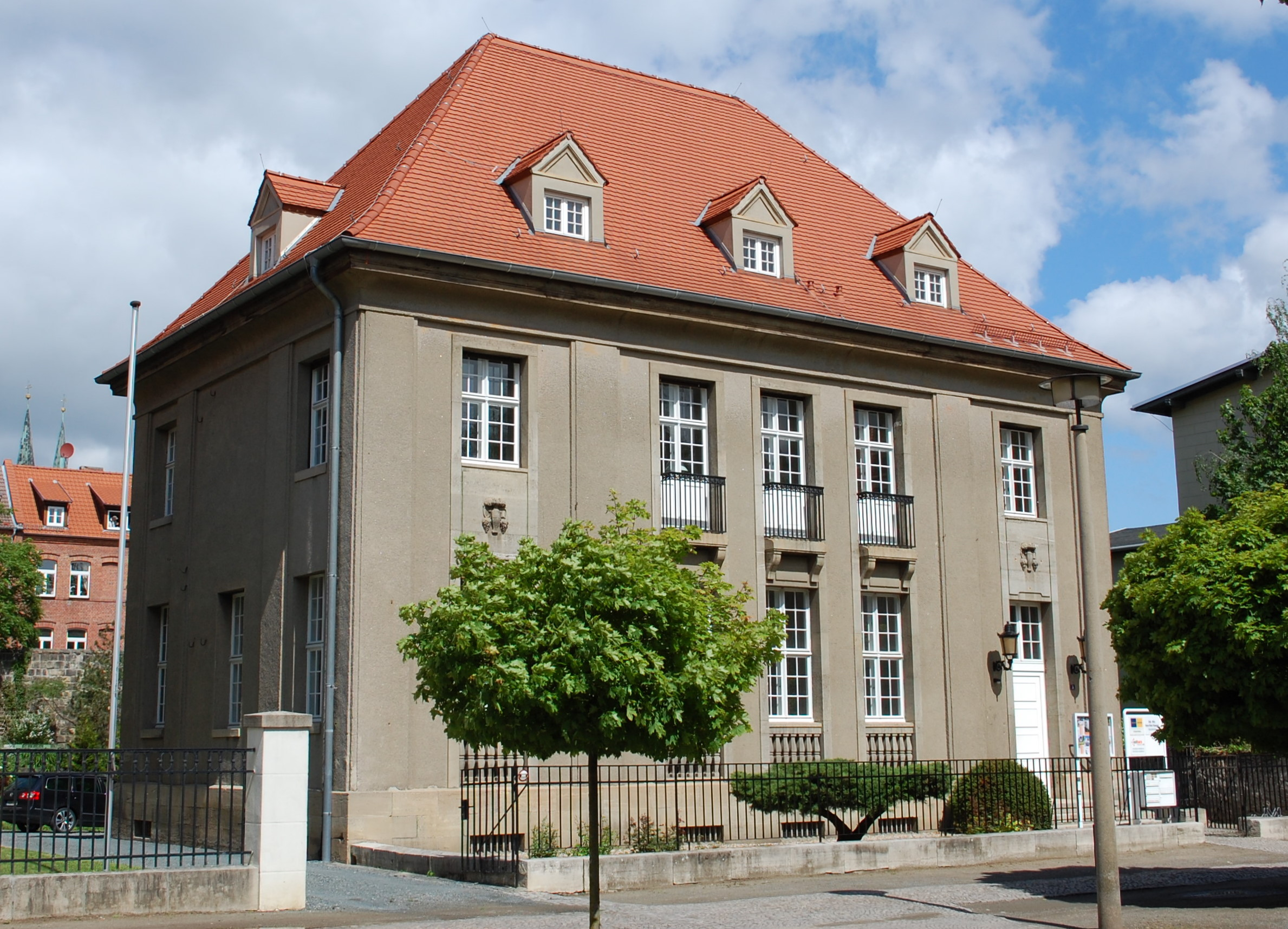
Bankgebäude der Reichsbank in Quedlinburg, Adelheidstraße 3

- Ältere Denkmäler Nordabessiniens. Reimer, Berlin 1913.
- Das römische Trier. Dt. Kunstverlag, Berlin 1923.
- mit Emil Krüger, H. Lehmann, H. Wachtler: Die Trierer Kaiserthermen. Abt. 1. Ausgrabungsbericht und grundsätzliche Untersuchungen römischer Thermen. Filser, Augsburg 1929.
- mit Martin Schede: Der Tempel in Ankara. de Gruyter, Berlin 1936.
- mit Willy Zschietzschmann: Römische Tempel in Syrien. Text- und Tafelband. de Gruyter, Berlin 1938; Nachdruck 1978.
- Die Wallfahrtskirche des Simeon Stylites in Kalʼat Sim'ân. Akademie der Wissenschaften, Berlin 1938.
- Die deutsche Kunst in Elsaß und Lothringen. In: Otto Meissner (Hrsg.): Deutsches Elsaß. Deutsches Lothringen. Ein Querschnitt aus Geschichte, Volkstum und Kultur. Berlin : Otto Stolberg, 1941, S. 97–144
- Rudolf Naumann (Bearb. und Hrsg.): Der Zeustempel zu Aizanoi. Nach den Ausgrabungen von Daniel Krencker und Martin Schede. de Gruyter, Berlin 1979. (Denkmäler antiker Architektur 12). ISBN 3-11-007879-1

## Bauwerke
- Adelheidstraße 3 (Quedlinburg)